# Старая лютеранская церковь (Амстердам)
Старая лютеранская церковь (нидерл. Oude Lutherse Kerk) — протестантский храм на углу канала Сингел и площади Спёй в Амстердаме, столице Нидерландов. Церковь построена в 1632—1633 годах стараниями Весселя Беккера и Виллема ван Далена на месте домового храма лютеран.

## История и описание
С 1600 года на складе, находившимся на месте будущего храма, проходили богослужения лютеран. Постепенно площадь прихода увеличилась за счёт приобретения соседних зданий . В 1631 году городские власти Амстердама разрешили лютеранам возвести церковь на месте прежних семи зданий. Храм был освящён в 1633 году.
Церковь имеет прямоугольное основание. Внутри храм окружён галереей с ионическими и тосканскими колоннами; дорические колонны поддерживают конструкцию крыши. Возведение кафедры датируется 1640 годом. С 1671 года храм носит название Старой лютеранской церкви из-за появления в Амстердаме новой церкви.
В связи с просадкой фундамента в 1925 году была проведена капитальная реставрация храма. Руководивший восстановительными работами, архитектор Абель Антон Кок поднял крипту и расчистил могилы, удалил ненужные панели. Старые витражи были заменены ещё в 1774 году. Во время реставрации 1984—1986 годов церковным интерьерам в значительной степени был возвращен первоначальный вид.
В 1886 году в церкви был установлен орган фирмы Йоханна Баца работы мастера Йохана Фредерика Витте. Он имеет три мануала, сорок один регистр и свободную педаль. Орган заменил инструмент, сделанный Йоханнесом Дуйсхотом в 1690 году на основе органа Яна Нореля 1658 года. Старый орган был продан в 1886 году Ниёвекерк в Мидделбурге. Новый орган был полностью отреставрирован в 1993—1995 годах фирмой Флентроп .
Кроме проведения богослужений, храм также используется для других целей. В 1790 году здесь провело своё первое общее собрание Общество всеобщей пользы. Из-за снижения численности прихожан церкви приходским советом в 1961 году было принято решение сдать здание храма и соседние хозяйственные постройки Амстердамскому университету. Университет имеет в своём распоряжении приходские помещения в рабочие дни и использует их в том числе как аудиторию. Во флигеле, возведённом по проекту архитектора Карела Петриса Корнелиса де Базела, размещается  библиотека Теттероде.